# 首相官邸ネズミ捕獲長

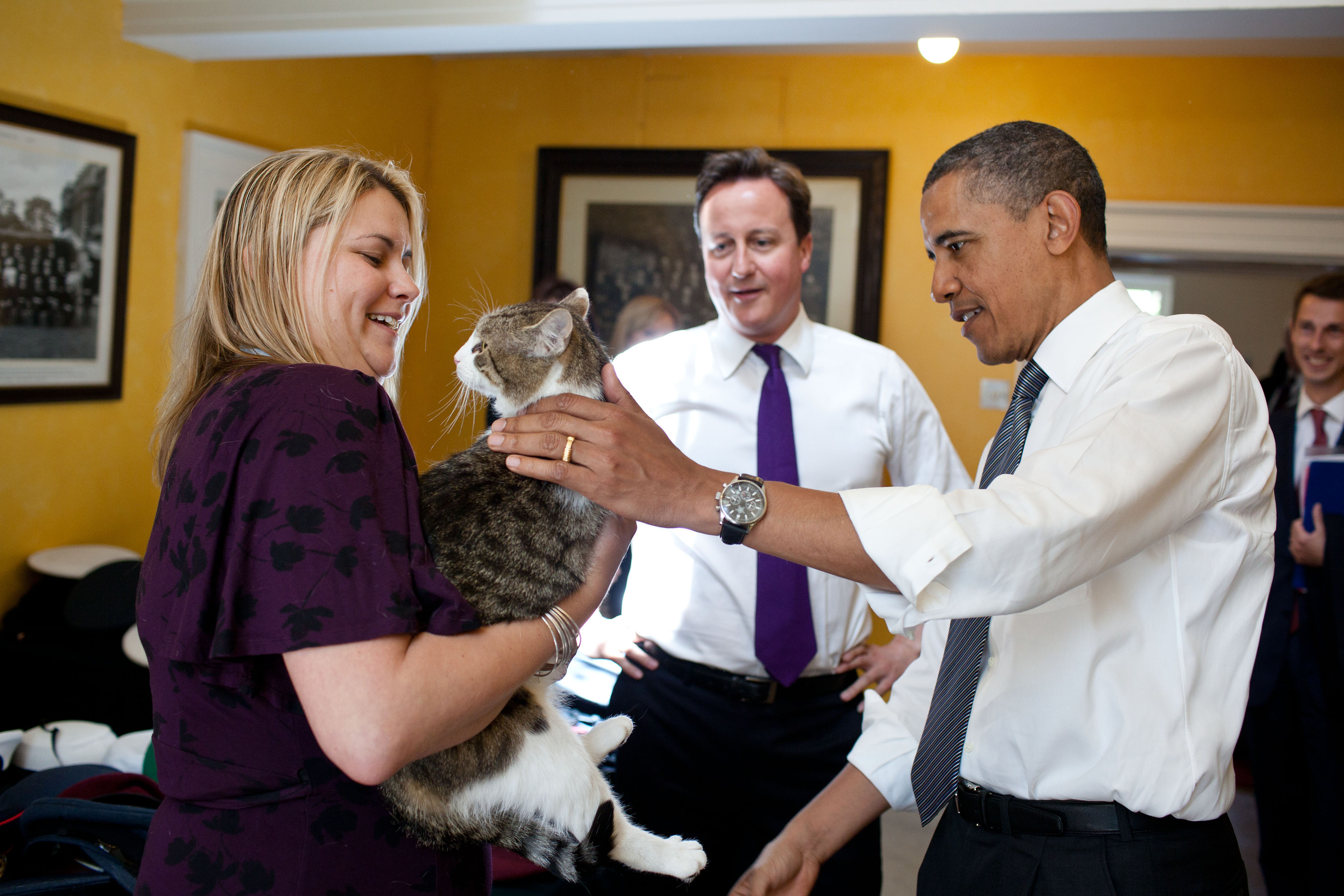
オバマ･米大統領と面会するラリー。中央奥がキャメロン･英首相。

首相官邸ネズミ捕獲長（しゅしょうかんていネズミほかくちょう、英: Chief Mouser to the Cabinet Office）は、ダウニング街10番地（イギリス首相の官邸）の公式な飼い猫に与えられる肩書である。
昔からダウニング街ではネズミが多く住み着いていたため、その対策として猫をネズミ捕り兼ペットとして「雇う」という習慣が1500年代の初期からあった。
1924年からは「首相官邸ネズミ捕獲長（Chief Mouser to the Cabinet Office）」として正式に「雇用」されている。
ダウニング街で最も長く務めた猫はウィルバーフォースであり、彼はエドワード・ヒース、ハロルド・ウィルソン、ジェームズ・キャラハン、マーガレット・サッチャーの下で14年間働いた。

## 身分
これらの猫は公務員とみなされるため、官邸に住む首相の私物ではなく、ネズミ捕獲長の「任期」が首相のそれと一致することはまず無い。
この肩書きは非公式な習慣であったが、ハンフリーには公式にこの肩書が与えられた。その他の猫は通常、イギリスのマスコミから愛称としてこの肩書きで呼ばれる。
生活費として年間100ポンドほどが給与として認められているほか、職員がおやつ代を自己負担している。
人間の公務員と同じように定期的な健康診断も受けている。

## 歴史
大蔵省やダウニング街に住みついた猫をネズミ捕り役およびペットとして「雇う」ことはヘンリー8世 (在位:1509年 - 1547年) の時代、ウルジー枢機卿が大法官として執務中に自分の飼い猫を傍らに置いたことまで遡る。
1929年6月3日までの分に限った『2000年情報自由法』の一環として2005年1月4日にパブリックドメインになった公文書によると、1929年当時、大蔵省のAE・バンハムは「有能な猫の生活費として雑費から1日あたり1ペニーを支出する」ことを事務員に認めている。
1932年4月、手当は週あたり1シリング6ペンスまで増えた。21世紀の時点で経費は年100ポンドである。
ラリーは、当時のデーヴィッド・キャメロン首相が、英国首相の官邸近くで目撃されたネズミの群れに対処するために雇い入れ、2011年2月15日に就任した。
その年の1月、ITNによるとテレビ・ニュースの中継中、首相官邸の玄関前を駆け抜けて行くネズミが目撃された。当時ネズミ捕獲長は空席だったが、首相の報道官はこの問題解決のため猫を雇う計画は無いと述べた。しかし翌日の新聞は、その報道官が官邸内の「ネコ賛成派」について述べたことを報じ、その結果、問題対処のため今の衛生業者から猫への鞍替えが本当にあるかもしれないという憶測が生まれた。イブニング・スタンダードによると、この猫はデーヴィッド・キャメロンとその家族がバタシー・ドッグス・アンド・キャッツ・ホームで選んだものだった。しかしラリーは翌年の2012年の6月を過ぎた頃から、職務に対し不熱心な様子が報道されるようになり、9月になって遂に更迭されることになった。
後任の首相官邸ネズミ捕獲長として、財務大臣であるジョージ・オズボーンが飼っているフレイヤが就任することになった。フレイヤは外で暮らしていた経験があり、職務遂行能力の高さが期待されている。なお、ラリーは捕獲長ではなくなったものの、ネズミ捕獲員としては留任となった。
2014年8月、フレイヤは官邸から離れた路上で交通事故に遭い、それまでも度重なる脱走が問題になっていたことから同年11月に引退、ロンドンを離れた。それにともないネズミ捕獲長の任はラリー単独で当たることとなった。
2016年、イギリスの欧州連合離脱是非を問う国民投票の結果を受けてキャメロンは首相を辞任したが、ラリーは新首相テリーザ・メイの就任後もネズミ捕獲長に留任することとなった。

## 猫の一覧
| 名前                   | 就任            | 退任     | 首相 | 出典          |
| ---------------------- | --------------- | -------- | --- | ------------- |
| トレジャリー・ビル     | 1924年          | 1924年   | ラムゼイ・マクドナルド | [ 22 ]        |
| ピーター               | 1929年頃        | 1946年   | スタンリー・ボールドウィン、ラムゼイ・マクドナルド、ネヴィル・チェンバレン、ウィンストン・チャーチル、クレメント・アトリー | [ 7 ]         |
| ミューニック・マウサー | 1937年- 1940年  | 1943年   | ネヴィル・チェンバレン、ウィンストン・チャーチル                                                                           | [ 23 ] [ 24 ] |
| ネルソン               | 1940年代        | 1940年代 | ウィンストン・チャーチル                                                                                                   | [ 24 ] [ 25 ] |
| ピーター2世            | 1946年          | 1946年   | クレメント・アトリー | [ 7 ]         |
| ピーター3世            | 1946年          | 1964年   | クレメント・アトリー、ウィンストン・チャーチル、アンソニー・イーデン、ハロルド・マクミラン、アレック・ダグラス＝ヒューム   | [ 7 ]         |
| ペトラ                 | 1964年          | 1976年頃 | アレック・ダグラス＝ヒューム、ハロルド・ウィルソン、エドワード・ヒース                                                     | [ 7 ]         |
| ウィルバーフォース     | 1970年          | 1988年   | エドワード・ヒース、ハロルド・ウィルソン、ジェームズ・キャラハン、マーガレット・サッチャー                                 | [ 26 ]        |
| ハンフリー             | 1989年          | 1997年   | マーガレット・サッチャー、ジョン・メージャー、トニー・ブレア                                                               | [ 27 ]        |
| シビル                 | 2007年          | 2009年   | ゴードン・ブラウン | [ 28 ]        |
| フレイヤ               | 2012年          | 2014年   | デーヴィッド・キャメロン                                                                                                   | [ 18 ]        |
| ラリー                 | 2011年、 2014年 | 現職     | デーヴィッド・キャメロン、テリーザ・メイ、ボリス・ジョンソン、リズ・トラス、リシ・スナク、キア・スターマー                 | [ 15 ] [ 21 ] |

## 首相官邸以外の省庁
首相官邸以外の省庁としては、2016年4月に保護施設から引き取られ、「パーマストン」と名付けられたオス猫が、外務省にネズミ捕り長官として就任した。2020年8月7日、パーマストンおよびサイモン・マクドナルド外務事務次官の公式ツイッター上で、パーマストンが同年8月末に公務を引退する旨が発表された。
2017年11月に在ヨルダン英国大使館にネズミ捕獲長のポストが新設され、同ポストの直属の上司は本国外務省のネズミ捕獲長とされている。
2016年7月末には大蔵省が1歳半の黒猫「グラッドストン」（名前は4度にわたり首相を務めたウィリアム・グラッドストンにちなむ）を採用した。

## 関連文献
- Brawn, David (December 1995), A Day in the Life of Humphrey the Downing Street Cat, ハーパーコリンズ, ISBN 0-004-71000-2
- Roberts, Patrick. “Peter, the British Home Office Cat(s)”. Purr 'n' Fur. 2011年12月26日閲覧。
- Roberts, Patrick. “Downing Street Cats Sybil, Humphrey and Wilberforce”. Purr 'n' Fur. 2011年12月26日閲覧。